# 华南理工大学环境与能源学院
华南理工大学环境与能源学院（简称：华工环境学院）是华南理工大学下属的工科学院，成立于2004年。

## 历史沿革
环境学院成立于2004年，其历史可追溯至1984年华南工学院化学工程系新增的环境工程专业硕士学位点。
1984年，化学工程系获环境工程专业的硕士学位授予权；其后于1986年获得该专业的博士学位授予权，1998年开始招收本科生。
1997年，与轻工食品学院下的制浆造纸学科合并成立造纸与环境工程学院。2004年，环境学科调出，成立环境科学与工程学院，并在2012年更名为环境与能源学院。

## 组织架构

### 管理架构
- 学院行政办公室
- 学院学生工作办公室

### 学院系所
| - 环境工程系 - 环境科学系 - 市政工程系 | - 环境科学研究所 - 环境生态研究所 - 新能源研究所 |

### 现任领导
- 院长：叶代启
- 党委书记：何剑桦
- 副院长：林璋、朱能武
- 党委副书记、纪委书记：吴红慧

## 学术科研

### 学科设置
截至2020年2月，环境学院共有如下的博士后流动站、研究生学位授权点和本科专业：
- 博士後流动站：环境科学与工程
- 博士、硕士学位授权点：
  - 一级学科：环境科学与工程
  - 二级学科：绿色能源化学与技术
- 工程博士学位授权点：能源与环保领域
- 专业硕士学位授权点：环境工程领域
- 本科专业：环境工程、环境科学与工程（分环境科学、水工程方向）

其中，环境科学与工程是广东省优势重点学科，在全国第四轮学科评估中评为A-；环境学院建设的“环境科学与生态学”学科在2017年进入全球ESI排名前1%；本科环境工程专业为广东省特色专业、省级一流本科专业建设点。

### 科教平台
截至2020年11月，环境学院共有如下的科教平台：

| - 国家级 - 挥发性有机物污染治理技术与装备国家工程实验室 - 省部级 - 工业聚集区污染控制与生态修复教育部重点实验室 - 广东省大气环境与污染控制重点实验室 - 广东省环境风险防控与应急处置工程技术研究中心 - 广东省环境纳米材料工程技术研究中心 - 广东省生态透析环境治理工程技术研究中心 - 广东省植物纤维高值化清洁利用工程技术研究中心 - 广东省能源材料表面化学工程技术研究中心 - 广东省环境科学与工程实验教学示范中心 | - 其他 - 中国环境科学学会挥发性有机物污染防治专业委员会 - 广东省国际科技合作基地 - 污染控制与生态修复广东高校重点实验室 - 大气污染控制广东高校工程技术研究中心 - 华南理工大学机动车排气净化产学研结合示范基地 - 广东省环境保护固体废物处理与资源化重点实验室 - 广东省环境保护工业有机废气污染控制工程技术研发中心 - 粤港区域大气复合污染综合防治技术与控制策略联合研究中心 - 广州市水资源与水环境行业工程技术研究中心 - 广州市能源材料表面化学重点实验室 |

### 学科方向
- 水污染控制与给水净化
- 大气环境与污染控制
- 固体废物处理与资源化
- 污染生态系统修复理论与技术
- 绿色能源化学与技术

## 知名校友
- 朱建华（1993届博士）：BioNeutra（英语：BioNeutra）公司创始人、董事长[9]
- 刘兴荣（1994届博士）：兰州大学公共卫生学院院长，农工党甘肃省委副主委[10]
- 李芳柏（1999届博士）：广东省生态环境与土壤研究所所长，兼任广东省土壤学会副理事长[11]